# Deuterocopus deltoptilus
Deuterocopus deltoptilus là một loài bướm đêm thuộc họ Pterophoridae. Nó được biết đến ở Uganda.